# Fabricio Benítez
Fabricio Javier Benítez Piriz (né le 11 juin 1975 à Guatemala City au Guatemala) est un footballeur international guatémaltèque, qui jouait au poste de milieu de terrain.

## Biographie

### Carrière en sélection
Avec l'équipe du Guatemala, il joue 19 matchs (pour aucun but inscrit) entre 1998 et 2003. 
Il figure notamment dans le groupe des sélectionnés lors des Gold Cup de 1998 et de 2002.
Il joue enfin 7 matchs comptant pour les éliminatoires de la coupe du monde 2002.